# 조선민주주의인민공화국 해운부
조선민주주의인민공화국 해운부(朝鮮民主主義人民共和國 海運部)는 조선민주주의인민공화국의 내각 중앙 행정기관이다. 해운, 선박, 항만 등의 사무를 관장한다. 

## 연혁
- 교통체신위원회 산하 해운부 설치
- 1977년 12월 해운부 폐지
- 내각 직할 해운부 설치
- 1994년 11월 해운부 폐지

## 역대 부장, 부부장

### 역대 정무원 해운부장
- 리철봉 1974년 4월 ~ 1977년 12월

- 오성렬(吳成烈) 1982년 10월 ~ 1983년
- 오성렬(吳成烈) 1983년 ~ 1994년 2월
- 오성렬(吳成烈) 1994년 2월 ~ 1994년 3월
- 김영일 1994년 3월 ~ 1994년 11월

- 김영일 1995년 11월 ~

## 같이 보기
- 륙해운성